# 쿠르트 뷔트리히
쿠르트 뷔트리히(독일어: Kurt Wüthrich, 1938년 10월 4일 ~ )는 스위스의 화학자이다.
2002년 생체 내부의 고분자 단백질 구조를 질량 분석법과 핵자기공명 분광법을 통해 밝혀낸 공로로 존 펜, 다나카 고이치와 함께 노벨 화학상을 수상하였다.

## 생애
쿠르트 뷔트리히는 스위스 아르베르크에서 태어나 젊은 시절 한 때는 스키 선수로도 활동하였다.
그는 베른 대학교에서 화학, 물리학, 수학을 공부하였으며
1964년에 바젤 대학교에서 실비오 팔랍(Silvio Fallab)의 지도 아래 박사 학위를 취득하였다.
잠시 팔랍의 지도 아래 박사후연구원으로 일한 뒤, 로버트 코닉(Robert E. Connick)과의 공동 연구를 위해 1965년부터 1967년까지 캘리포니아 대학교 버클리에서 일하였다.
그 후 1967년부터 1969년까지는 벨 연구소의 로버트 슐만(Robert G. Shulman) 아래에서 연구원 생활을 하였다.
다시 1969년에 취리히로 돌아와 취리히 연방 공과대학교(ETH 취리히)에서 1980년까지 생물 물리학 교수가 되었다.
현재 ETH 취리히와 미국 캘리포니아주 라호야의 스크립스 연구소 두 곳에 연구실을 두고 있다.
2023년 린다우 회의에서 '남성으로써 차별받는다'라고 발언하여 논란이 일었다. 그는 사이언스와의 인터뷰에서 '노벨상 역대 수상자들이 사진을 찍을 때 여성 과학자들을 앞에 앉게 했다'는 것을 그 이유로 들었다. 이 주장은 발언 즉시 질의를 통해 반박되었고 여러 과학자들의 비판을 받았다.

## 학문적 성과
뷔트리히는 일찍이 대학원생 시절에 전자 스핀 공명의 연구를 시작하여 "자동 산화 반응에 대한 구리 화합물의 촉매 활성"을 박사 논문 주제로 연구하였다.
UC 버클리의 박사후연구원 시절에는 금속 화합물의 수화 반응을 해석하는 수단으로서 당시 최신의 기술인 핵자기공명 분광법으로 연구를 진행하기 시작했다.
벨 연구소로 옮기면서 초전도 핵자기 공명 분광법의 연구를 맡아 단백질의 구조나 동역학에 관한 연구를 시작하여 이후 계속하여 이 분야의 연구를 수행하고 있다.
스위스로 되돌아온 이후, 노벨 화학상 수상자인 리하르트 에른스트 교수 등과 함께 최초의 2차원 NMR 실험 기법을 개발하기 시작하였으며
단백질간의 거리를 측정하는 간편한 방법인 핵 오버하우저 효과를 완성하였다.
그는 1991년에 리하르트 에른스트와 함께 콜롬비아 대학교의 루이자 그로스 호로비츠 상(Louisa Gross Horwitz)을 수상하였으며
2002년에는 1970년대부터 시작된 용액 내에서의 단백질의 구조를 해석하는 수단으로서의 다차원 핵자기 공명법의 연구를 선도해 온 공적에 대하여 노벨 화학상을 수상하였다.